# 免疫抑制
免疫抑制（英語：immunosuppression）是指对于免疫应答的抑制作用。免疫抑制可由天然或人为因素导致。
天然免疫抑制包括天然免疫耐受，机体可能会对自身组织成分不产生免疫应答。人工免疫抑制在临床上通常用来抑制器官移植后出现的排异反应，治疗骨髓移植后出现的移植物抗宿主病，或治疗类风湿性关节炎、克隆氏症等自體免疫性疾病。一般会通过药物进行免疫抑制，但有时也会采用手术（脾切除）、血浆去除术或照射等手段。

## 延伸閱讀
- Boraschi, Diana; Penton-Rol, Giselle. . Academic Press. 2016-01-25. ISBN 9780128033364 （英语）.Retrieved 6 May 2017.
- Thomson, A. W. . Springer Science & Business Media. 2001  [6 May 2017]. ISBN 9789401007658 （英语）.

## 外部連結
- PubMed（页面存档备份，存于）